# Гуляйпольская волость (Верхнеднепровский уезд)
Гуляйпольская волость — административно-территориальная единица Верхнеднепровского уезда Екатеринославской губернии.

## Характеристика

### 1886 год
По состоянию на 1886 год состояла из 17 поселений, 17 сельских общин. Население 3177 человек (1680 мужского пола и 1497 женского), 592 дворовых хозяйства.
| Собственность  | Площадь (в т. ч. пахотной) |
| -------------- | -------------------------- |
| Сельских общин | 3608 (2110)                |
| Частная        | 13 295 (7202)              |
| Другая         | 66 (66)                    |
| Всего          | 15 152 (8273)              |

Наибольшие поселения:
- Гуляйполе — село при реке Базавлук в 65 верстах от уездного города, 249 человек, 57 дворов, православная церковь, лавка, 5 ярмарок в год, базар по воскресеньям.
- Владимировка — село при реке Базавлук, 299 человек, 48 дворов, лавка.
- Мало-Софиевка — село при реке Базавлук, 338 человек, 73 двора, школа, лавка.
- Марьевка — село при балке Мостовой, 493 человека, 83 двора, церковь православная.

### 1908 год
По состоянию на 1908 год население возросло до 7109 человек (3703 мужского пола и 3406 женского), 1117 дворовых хозяйств.
Наибольшие поселения:
- Удачное — бывшая барская деревня, 283 человека (136 мужского пола и 147 женского), 46 дворовых хозяйств;
- Любимовка (и Водяное) — бывшая барская деревня, 646 человек (321 мужского пола и 325 женского), 108 дворовых хозяйств;
- Александровка 2 (Беленькое) — бывшая барская деревня, 350 человек (185 мужского пола и 165 женского), 62 дворовых хозяйств;
- Александровка 1 — бывшая барская деревня, 137 человек (72 мужского пола и 65 женского), 19 дворовых хозяйств;
- хутор Авдотовка — бывшая барская деревня, 46 человек (25 мужского пола и 21 женского), 7 дворовых хозяйств;
- село Авдотовка — бывшее барское село, 315 человек (166 мужского пола и 149 женского), 48 дворовых хозяйств;
- Настополь — бывшая барская деревня, 234 человека (120 мужского пола и 114 женского), 35 дворовых хозяйств;
- Михайловское — бывшее барское село, 304 человека (171 мужского пола и 133 женского), 37 дворовых хозяйств;
- Андреевка (и Веселая) — бывшая барская деревня, 356 человек (175 мужского пола и 181 женского), 53 дворовых хозяйства;
- Смолянка (Смоленское и Мануйловка) — бывшая барская деревня, 332 человека (172 мужского пола и 160 женского), 45 дворовых хозяйств;
- Благодатное — бывшая барская деревня, 340 человек (177 мужского пола и 163 женского), 53 дворовых хозяйства;
- Нескучная (Зальбаховка) — бывшая барская деревня, 543 человека (305 мужского пола и 238 женского), 90 дворовых хозяйств;
- Ивановка.